# Kloster Beuerberg

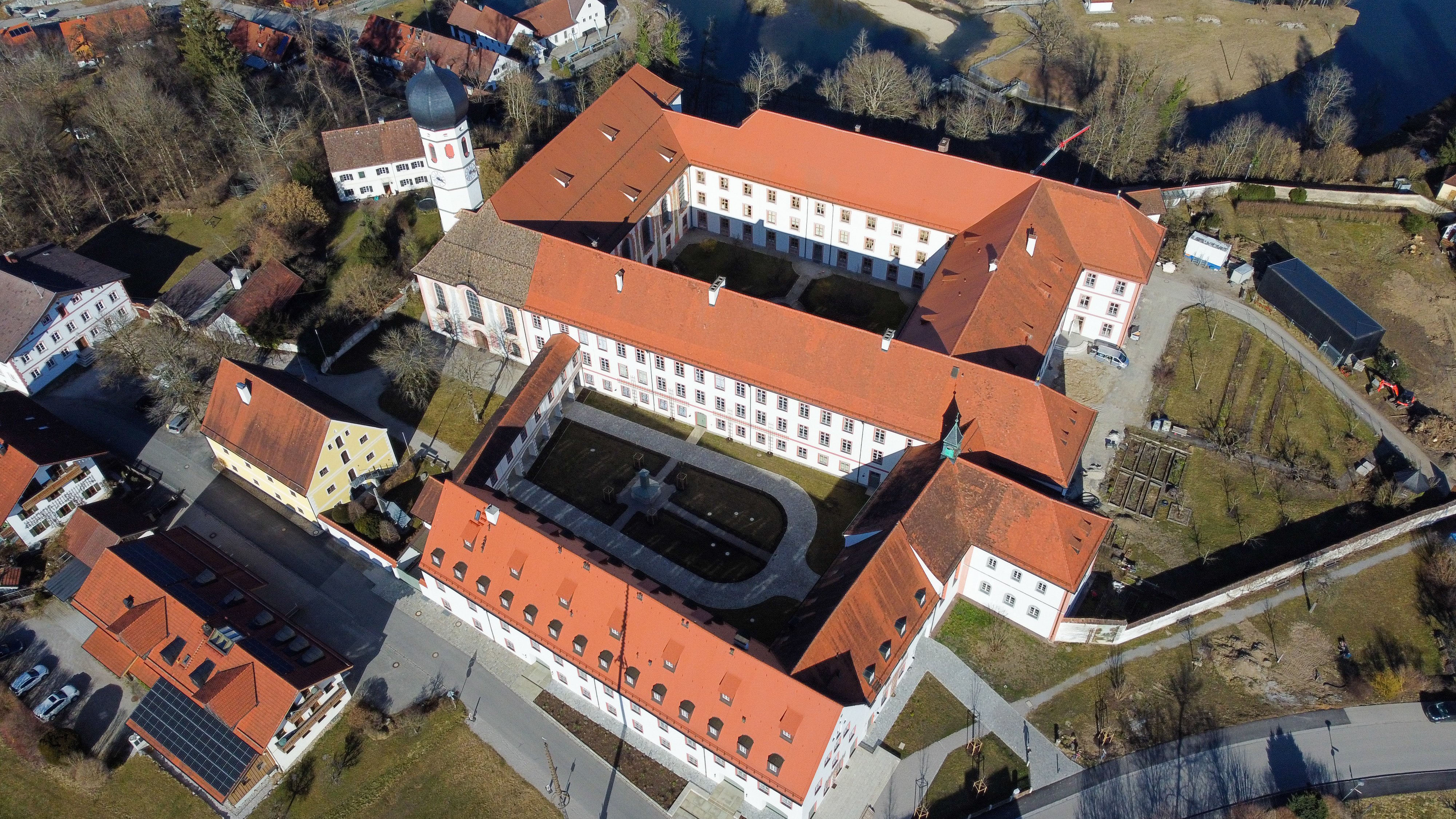
Schrägluftbild des Klosters Beuerberg aus Südwesten

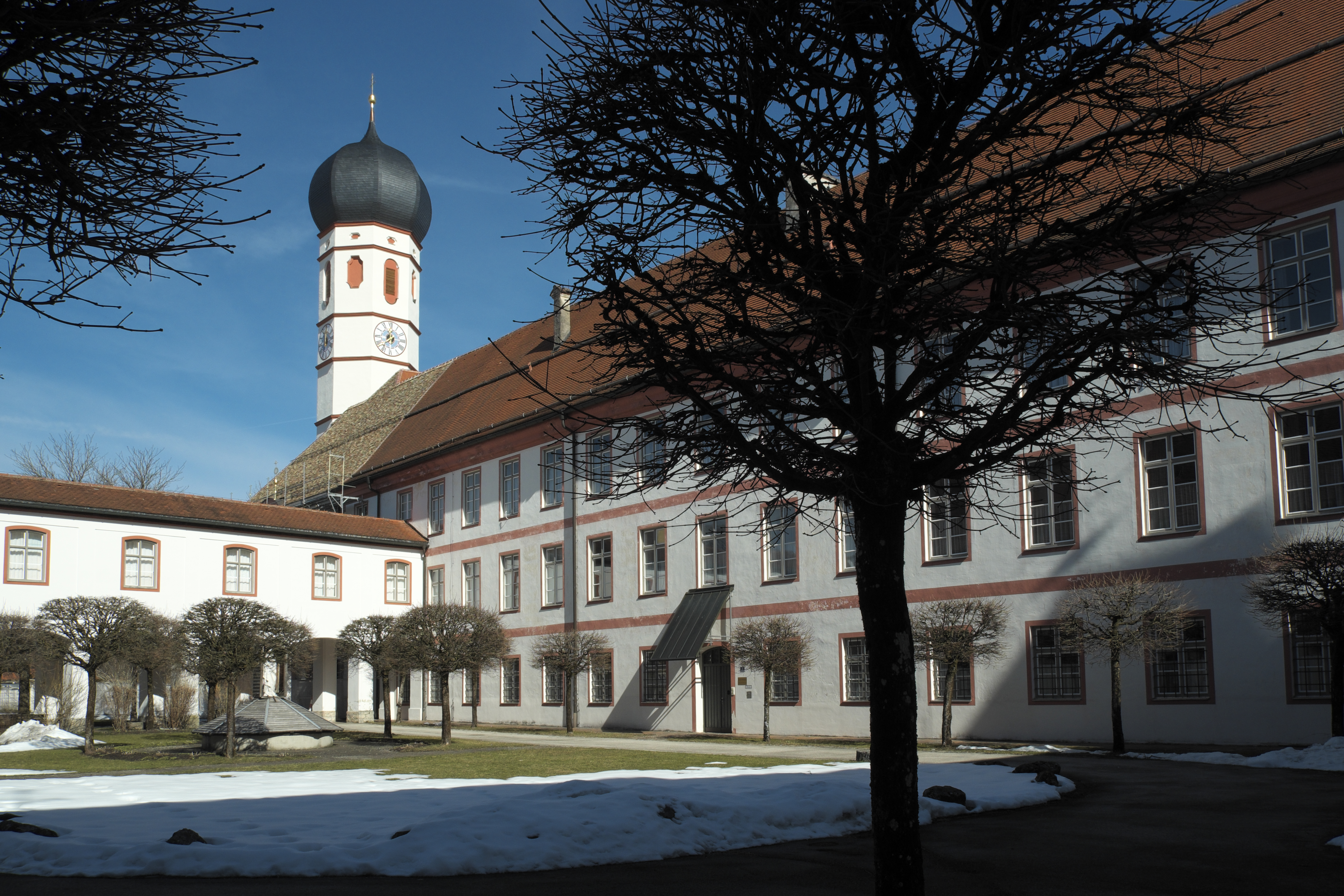
Kloster Beuerberg

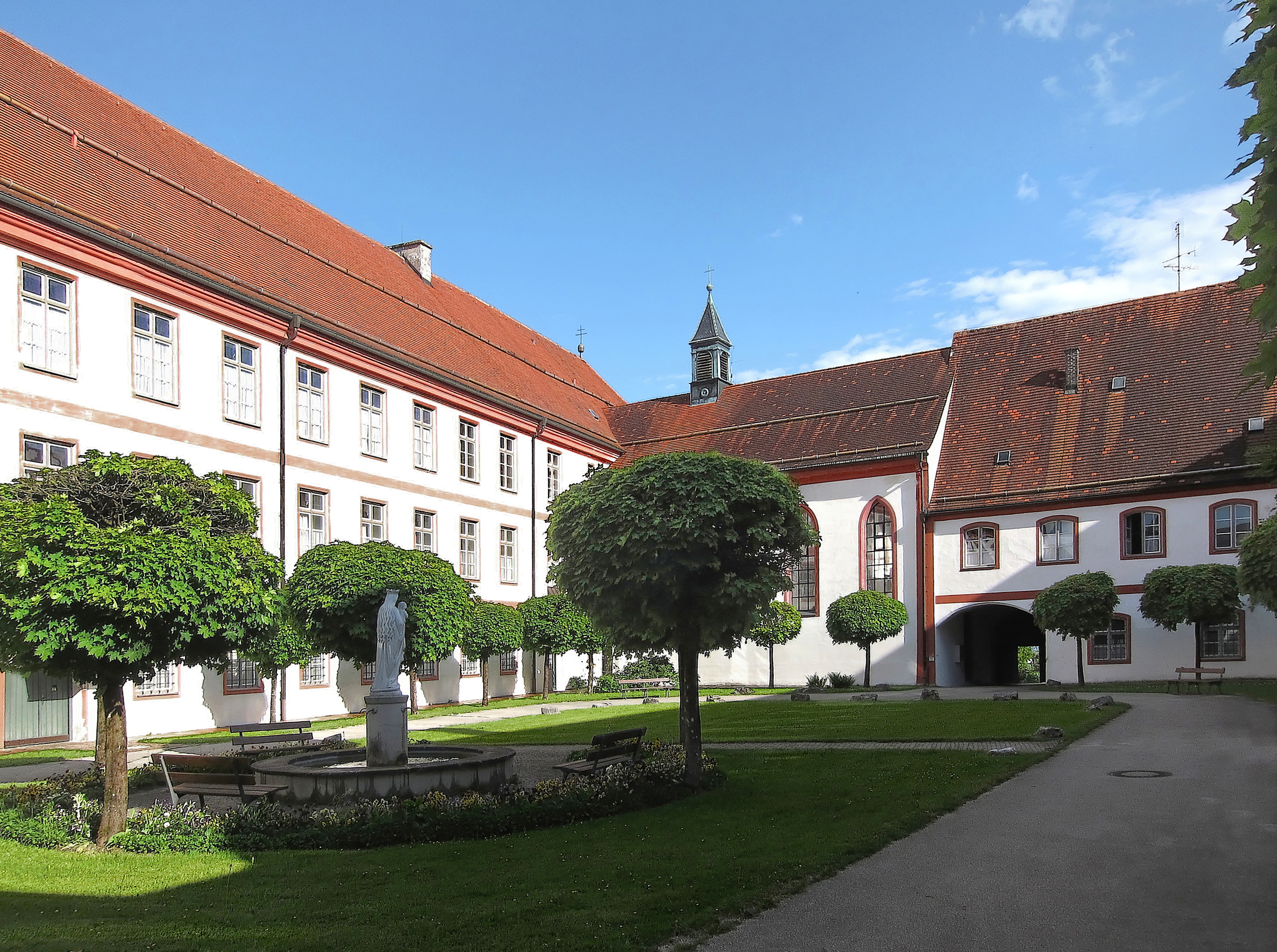
Hof des Klosters Beuerberg

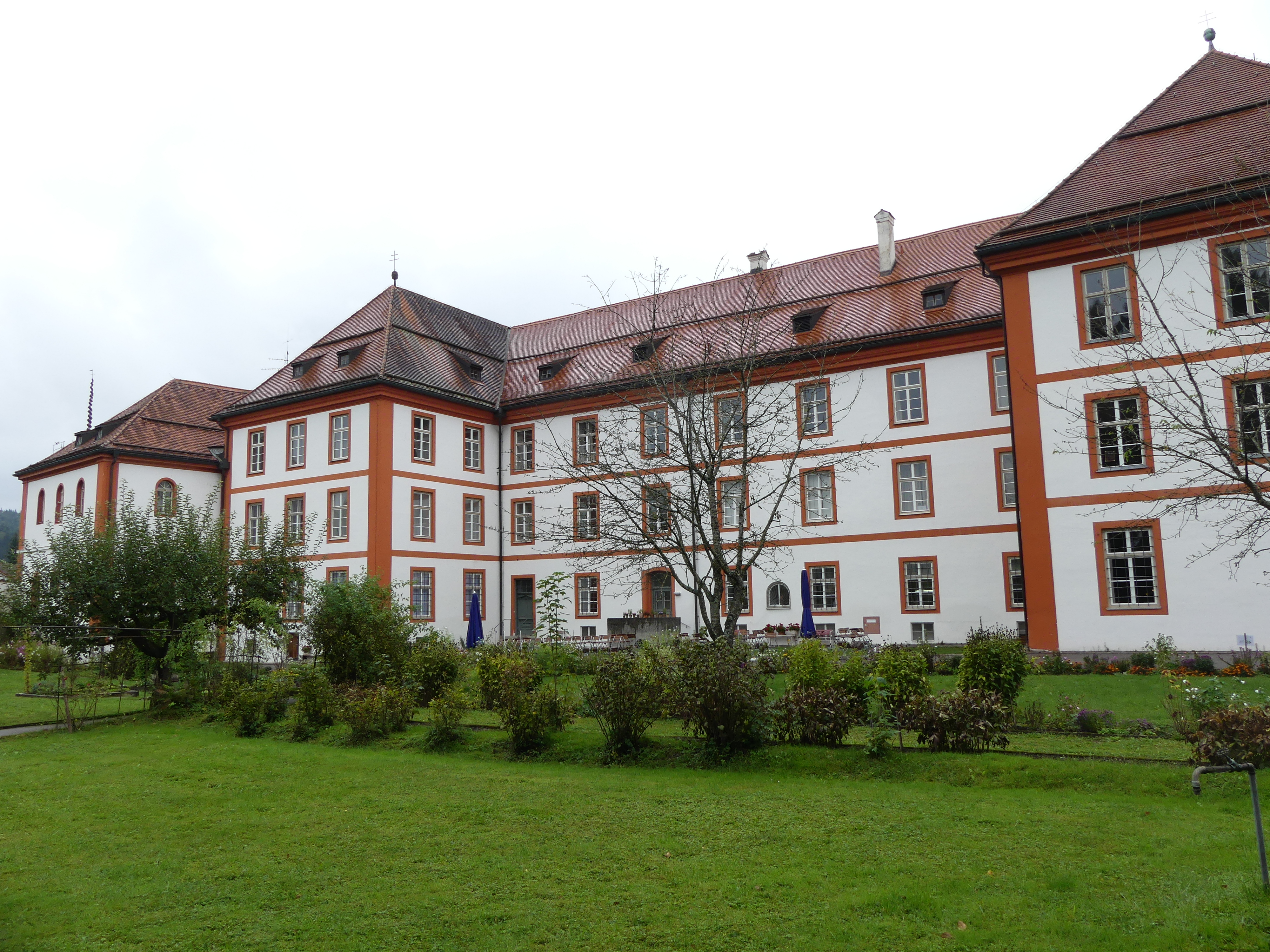
Kloster Beuerberg

Das Kloster Beuerberg ist ein ehemaliges Augustiner-Chorherren-Stift und Kloster der Salesianerinnen in der Ortschaft Beuerberg, einem Gemeindeteil von Eurasburg im Landkreis Bad Tölz-Wolfratshausen in der Erzdiözese München und Freising. Das Kloster ist vor allem durch seine ehemalige Klosterkirche St. Peter und Paul bekannt sowie seit 2016 durch wechselnde Ausstellungen zum Klosterleben.

## Geschichte

### Mittelalter und Frühe Neuzeit: Kloster der Augustiner-Chorherren
Das St. Peter und Paul geweihte Kloster wurde 1121 durch die Brüder Otto, Eberhard und Conrad, Grafen von Iringsburg (Eurasburg), als reguliertes Stift gegründet und mit Augustiner-Chorherren besetzt. Am 30. März dieses Jahres erhielt es die entsprechende päpstliche Bestätigungsbulle.
Als das Stift in drückende Schulden geraten war, wurden nach einer vom Herzog angeordneten Propstwahl am 23. November 1557 die Verantwortlichen an andere Orte versetzt. Das Kloster besaß bis vor dem Dreißigjährigen Krieg eine dreischiffige Basilika. Beim Versuch einer Umgestaltung stürzte am 13. November 1628 das ganze Gebäude mit Ausnahme des Hochaltars zusammen.
Nach dem Vorbild der Michaelskirche in München wurde die Stiftskirche dann von 1630 bis 1635 durch Baumeister Isaak Bader neu erbaut. Die oberen Teile des Turmes errichtete man nach 1659. 1729 folgte der Umbau der Klostergebäude.

### Nach der Säkularisation: Kloster der Salesianerinnen
Das Augustiner-Chorherrenstift wurde 1803 im Zuge der Säkularisation aufgelöst. 539 Bücher und Handschriften kamen in die Bayerische Staatsbibliothek, 439 Bücher in die Universitätsbibliothek. Die Klosterkirche wurde Pfarrkirche.
Johann Karl von Arnhard, Kaufmann und Ratsherr zu München, ersteigerte die Klostergebäude einschließlich Maierhof und Spital. 1821 wurde Franz Freiherr von Maderny Alleinbesitzer. 1835 kamen Salesianerinnen (Schwestern von der Heimsuchung Mariä) nach Beuerberg. Zwischen 1846 und 1938 waren dort eine Mädchenschule und ein Müttergenesungsheim untergebracht, später ein Erholungsheim für Senioren. Eine frühe Schülerin der Mädchenschule war Elisabeth Winterhalter, die später Deutschlands erste Chirurgin werden sollte. 
Das Kloster wurde aufgegeben, nachdem die letzte Oberin, Schwester M. Innocentia (Gertraud) Donius, am 22. Dezember 2013 gestorben war. Die zuletzt 14 dort noch lebenden Schwestern wurden am 5. Mai 2014 mit einem Gottesdienst verabschiedet und zogen in Altenheime der Franziskanerinnen und Barmherzigen Schwestern.

### Nachnutzung

#### Umbau zum Seminar- und Kulturzentrum
Die Klosteranlage wurde vom Erzbistum München und Freising zum Oktober 2014 übernommen. In einem Teil der Klosteranlage, dem Josefsflügel, begann im November 2015 der Umbau. Nach der damaligen, später geänderten Planung sollte aus dem Trakt eine Flüchtlingsunterkunft werden. Weitere Gebäudeteile sollten durch kirchliche Organisationen und durch die Gemeinde genutzt werden. 2025 war der Umbau zu einem kirchlichen Seminar- und Kulturzentrum fast abgeschlossen, ein Restaurant im einstigen Refektorium wurde bereits geöffnet.

#### Ausstellungsort
Seit 2016 wird das Kloster vom Diözesanmuseum der Erzdiözese München-Freising für Sonderausstellungen genutzt.
- 2016 Klausur – Vom Leben im Kloster,[6]
- 2017 Klausur – Sehnsuchtsort Kloster.[7]
- 2018 Das Spiel beginnt![8]
- 2019 Heimat: Gesucht. Geliebt, Verloren[9]
- 2020 Tugendreich. Neue Zeiten – alte Werte?[10]
- 2021 Kommune 1121 – Visionen eines anderen Lebens[11]

## Reihe der Pröpste
Quelle
1. Heinrich, 1147
2. Tageno (Tewin)
3. Gewolf
4. Eberhard I., 1213
5. Berthold I., 1261
6. Eberhard II. (unsicher)
7. Friedrich I. (unsicher)
8. Heinrich II., 1272
9. Leutold, 1278
10. Bernhard
11. Conrad I. Glaner, 1301, † 1318
12. Conrad II. Tegernseer, 1318–1328
13. Genolf (Gelolf), † 1329
14. Conrad III. Glaner, 1336, † 1349
15. Ulrich I. Victor (Vector), 1349
16. Walther, † 1353
17. Conrad IV. Saxo, 1353–1398
18. Berthold II., 1398–1412
19. Wernher I. Potzenhauser, 1412–1420
20. Wernher II. Stoeckl, 1420–1426
21. Christian, 1426–1431
22. Peter Stier, 1431–1440
23. Heinrich III. Potzenhauser, 1440–1466
24. Castulus Kall, 1466–1489
25. Johann I. Alchinger, 1489–1502
26. Ulrich II. Eisenhofer, Administrator (unsicher), 1502–1503
27. Johann II. Taferner, 1503–1509
28. Ulrich III. Welsch, 1509–1515
29. Johann III. Mülecker, 1515–1527
30. Leonhard Mochinger, 1527–1563
31. Martin Kurz, 1563–1582
32. Georg Schreiber, 1582–1600
33. Vitus Nuzinger, 1600–1603
34. Johann IV. Sanktjohanser, 1603–1615
35. Balthasar Schropp, 1615–1619
36. Eberhard III. Mayr, 1619–1634
37. Simon Bauhofer, 1634–1653
38. Christoph Sedlmayr, 1654–1659
39. Ulrich IV. Pyrson, 1659–1674
40. Paul Steinherr, 1674–1696
41. Patriz Bartl, 1697–1712
42. Cajetan I. Perner, 1712–1744; erhielt 1737 die Pontifikalien
43. Cajetan II. Gerstlacher, 1744–1751
44. Dominicus Lechner, 1751–1770
45. Franz Prandtner, 1770–1794
46. Otto Winhart, 1794–1802
47. Paul Hupfauer, 1802–1803, † 13. Juni 1808[13]

## Trivia
In den 1960er Jahren diente das Kloster als einer der Hauptdrehorte für die Filmreihe Lausbubengeschichten.